# Bröderna Sandbergs Gjuteri

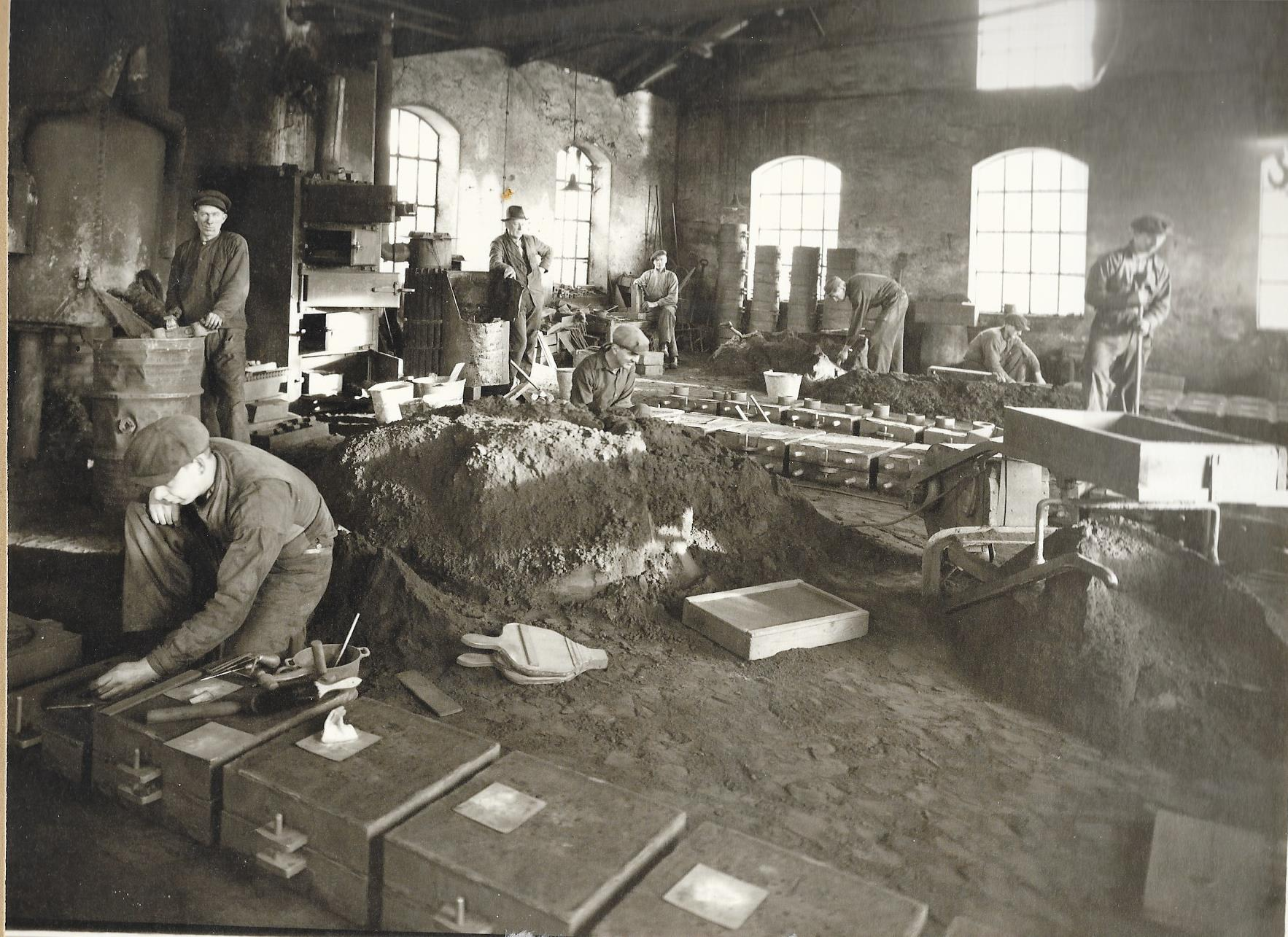
Bild från gjuteriet från 1941

Bröderna Sandbergs Gjuteri i Gemla grundades år 1865 under namnet Sandhems gjuteri av Håkan Sandberg och en bror som omkom i en olycka ett antal år efter att gjuteriet startades. Verksamheten pågick under olika former i tre generationer fram till 1978 då det lades ner. Den sista perioden var Philip Sandberg fabrikör och ägare. Inledningsvis tillverkades husgeråd av gjutjärn och beställningsgods till olika fabriker, exempelvis grytor, stekpannor, kugghjul och lager.

## Första perioden 1865–1902
Under perioden 1865–1902 drevs verksamheten under ”Sandhems gjuteri” i norra Gemla där nuvarande Gunnebo Industrier ligger. 1902 gick gjuteriet i konkurs i samband med att Håkan Sandberg avled. En av konkursförvaltaren utsedd person drev verksamheten vidare. Bröderna Uno och Georg Sandberg, födda 1884 respektive 1887, började tidigt arbeta på företaget inom områdena mekanisk verkstad respektive gjuteriteknik. De arbetade som anställda på Sandbergs Gjuteri efter skolans slut. De hade mycket kontakt med kusiner från Ebbamåla.

## Andra perioden 1902–1914
En av dessa kusiner arbetade i det familjeägda gjuteriet och mekanisk verkstad Ebbamåla. Han utbildade sig till gjuteriingenjör i Chicago i USA. I samband med en ombyggnad i Ebbamåla gjuteri erbjöds bröderna Uno och Georg att köpa utrustning därifrån. Det blev startskottet till att starta en egen verksamhet. 1914 startade bröderna verksamheten i egen regi under namnet "Bröderna Sandbergs Gjuteri" intill fastigheten Ekehult i Gemla. Den första tiden började de tillverka bland annat skovelhjul till vattenkraftverk.

## Tredje perioden 1914–1961
Under första världskriget gick företaget på helvarv och fortsatte så fram till depressionen 1928. Då påverkades företaget som delvis ställde om till annan produktion. Så kallade stenkranar och stubbrytare producerades i allt större skala. En stor kund var statliga Arbetsmarknadskommissionen som hade i uppdrag att hålla sysselsättningen uppe under depressionsåren. Under andra världskriget var aktiviteten som störst med upp till 35 anställda. Dessa år levererades stora mängder kranar och gjutgods till Försvarsmakten. Efter krigsslutet 1945 minskade produktionen. En produkt som började tillverkades fram till mitten av 1950-talet var kättingstöd till sjöfart. Huvudprodukten fortsatte dock att vara handformade maskindelar i gjutjärn, exempelvis kugghjul, balanshjul, lager och motvikter. Uno Sandberg hade ansvaret för den mekaniska verkstaden medan Georg Sandberg ansvarade för gjuteriet. 1961 fick Georg Sandberg en stroke och hela verksamhetsdriften övertogs av hans son, Philip Sandberg. 1967 avled Georg Sandberg och Uno Sandberg sålde sin andel, men arbetade ändå kvar. I samband med det gick även Philips bröder, Kurt och Hugo Sandberg, in som delägare.

## Fjärde perioden 1961–1978
Verksamheten fortsatte i mindre skala än tidigare. Miljökrav skärptes, konjunkturen försämrades och lönsamheten gick ner. Arbetstillfällen inom gjuteribranschen flyttades ut till lågkostnadsländer i främst andra delar av Europa i allt snabbare takt. Tillverkning av stenkranar och stubbrytare lades ner. Kurt Sandberg avled 1972. 
1978 beslöt Philip Sandberg, som arbetat på Bröderna Sandbergs Gjuteri sedan 1929, att det var dags att stänga ner verksamheten. 1981 avled Philip Sandberg i en hjärtinfarkt. Fabrikslokalerna med all inredning i Gemla var kvar fram till 1986 då Philips hustru, Asta Sandberg, beslöt att marken skulle säljas till Götenehus.